# Progressione del record europeo dei 200 metri piani femminili

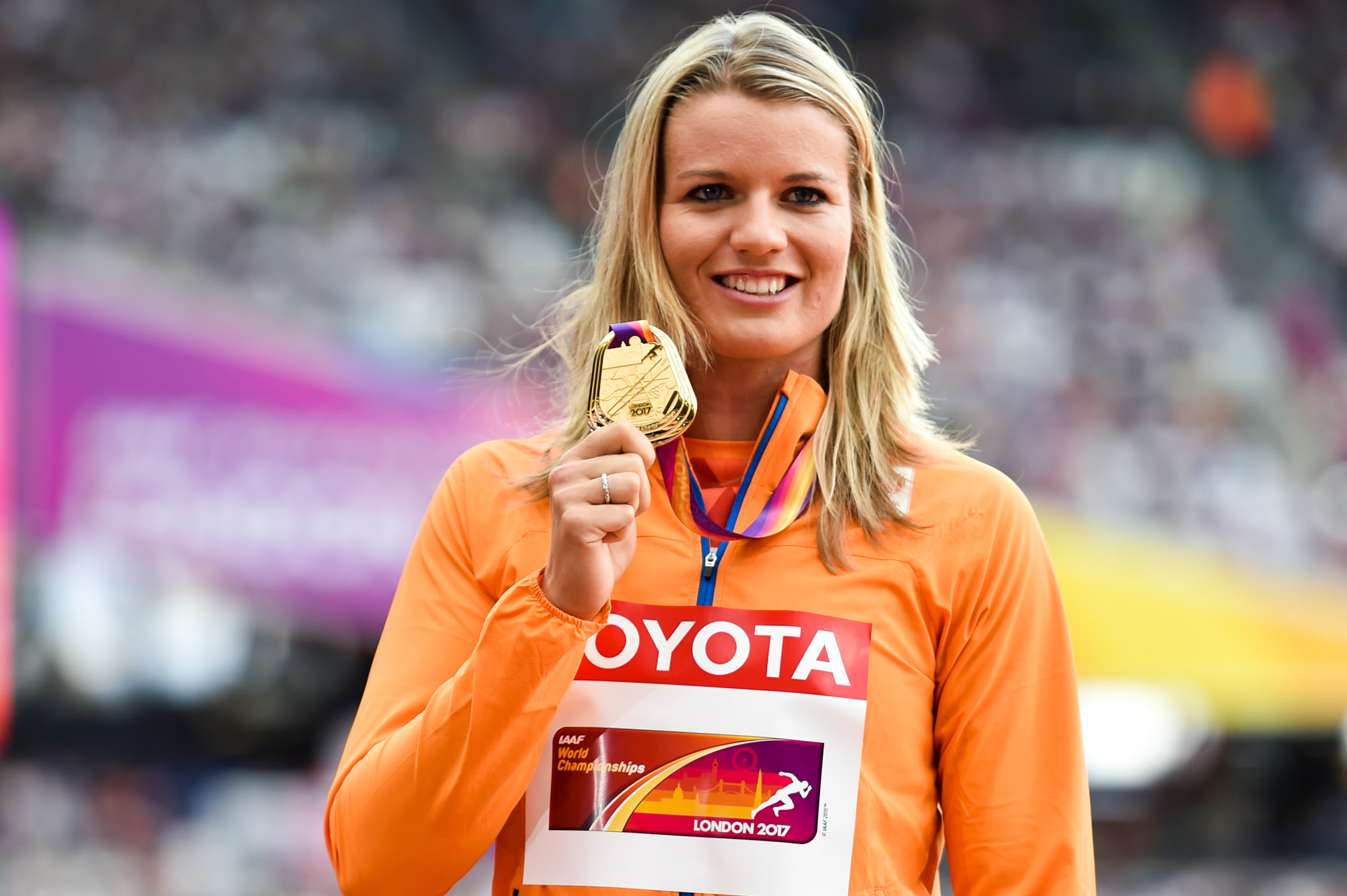
Dafne Schippers, detentrice del record europeo di specialità

La voce seguente illustra la progressione del record europeo dei 200 metri piani femminili di atletica leggera.
Il primo record europeo della specialità riconosciuto risale al 1922, convalidato dalla European Athletic Association.
Su 29 record europei 18 sono stati allo stesso tempo record mondiali.

## Progressione[1][2]

### Cronometraggio manuale (dal 1922 al 1976)
| Tempo manuale | Vento (m/s) | Tempo elettrico | Atleta                       | Nazionalità      | Luogo                      | Data              | Note            |
| ------------- | ----------- | --------------- | ---------------------------- | ---------------- | -------------------------- | ----------------- | --------------- |
| 27"8+         |             |                 | Alice Cast                   | Regno Unito      | Parigi, Francia            | 20 agosto 1922    | Record mondiale |
| 26"8y         |             |                 | Mary Lines                   | Regno Unito      | Waddon, Regno Unito        | 23 settembre 1922 | Record mondiale |
| 26"2y         |             |                 | Eileen Edwards               | Regno Unito      | Londra, Regno Unito        | 20 agosto 1924    | Record mondiale |
| 26"0          |             |                 | Eileen Edwards               | Regno Unito      | Parigi, Francia            | 3 ottobre 1926    | Record mondiale |
| 25"4          |             |                 | Eileen Edwards               | Regno Unito      | Berlino, Germania          | 12 giugno 1927    | Record mondiale |
| 25"4          |             |                 | Tollien Schuurman            | Paesi Bassi      | Bruxelles, Belgio          | 13 agosto 1933    | Record mondiale |
| 23"6          |             |                 | Stanisława Walasiewicz       | Polonia          | Varsavia, Polonia          | 15 agosto 1935    | Record mondiale |
| 23"6          |             |                 | Christa Stubnick             | Germania Est     | Budapest, Ungheria         | 7 agosto 1954     |                 |
| 23"5          |             |                 | Maria Itkina                 | Unione Sovietica | Kiev, Unione Sovietica     | 22 luglio 1956    |                 |
| 23"5          |             |                 | Christa Stubnick             | Germania Est     | Riesa Elbe, Germania       | 9 settembre 1956  |                 |
| 23"4          |             |                 | Maria Itkina                 | Unione Sovietica | Tashkent, Unione Sovietica | 14 ottobre 1956   |                 |
| 23"4          |             |                 | Gisela Birkemeyer            | Germania Est     | Erfurt, Germania           | 7 agosto 1960     |                 |
| 23"4          |             |                 | Maria Itkina                 | Unione Sovietica | Minsk, Unione Sovietica    | 4 giugno 1961     |                 |
| 23"4          |             |                 | Maria Itkina                 | Unione Sovietica | Mosca, Unione Sovietica    | 16 luglio 1961    |                 |
| 23"3          |             |                 | Jutta Heine                  | Germania Est     | Malmö, Svezia              | 13 agosto 1962    |                 |
| 23"2          |             |                 | Dorothy Hyman                | Regno Unito      | Budapest, Ungheria         | 3 ottobre 1963    |                 |
| 23"1          |             |                 | Irena Szewińska              | Polonia          | Tokyo, Giappone            | 19 ottobre 1964   |                 |
| 22"7          | +0,8        |                 | Irena Szewińska              | Polonia          | Varsavia, Polonia          | 8 agosto 1965     | Record mondiale |
| 22"5          | +2,0        | 22"58           | Irena Kirszenstein-Szewińska | Polonia          | Città del Messico, Messico | 17 ottobre 1968   | Record mondiale |
| 22"4          | +1,1        | 22"40           | Renate Meissner-Stecher      | Germania Est     | Monaco, Germania           | 7 settembre 1972  | Record mondiale |
| 22"1          | +1,6        | 22"38           | Renate Meissner-Stecher      | Germania Est     | Dresda, Germania           | 21 luglio 1973    | Record mondiale |

### Cronometraggio elettronico (dal 1974 ad oggi)
| Tempo | Vento (m/s) | Atleta          | Nazionalità  | Luogo               | Data           | Note            |
| ----- | ----------- | --------------- | ------------ | ------------------- | -------------- | --------------- |
| 22"21 | +1,9        | Irena Szewińska | Polonia      | Potsdam, Germania   | 13 giugno 1974 | Record mondiale |
| 22"06 | +1,2        | Marita Koch     | Germania Est | Erfurt, Germania    | 28 maggio 1978 | Record mondiale |
| 22"02 | -1,4        | Marita Koch     | Germania Est | Lipsia, Germania    | 3 giugno 1979  | Record mondiale |
| 21"71 | +0,7        | Marita Koch     | Germania Est | Dresda, Germania    | 10 giugno 1979 | Record mondiale |
| 21"71 | +0,3        | Marita Koch     | Germania Est | Potsdam, Germania   | 21 luglio 1984 | Record mondiale |
| 21"71 | +1,9        | Heike Drechsler | Germania Est | Jena, Germania      | 29 giugno 1986 | Record mondiale |
| 21"71 | -0,8        | Heike Drechsler | Germania Est | Stoccarda, Germania | 29 agosto 1986 | Record mondiale |
| 21"63 | +0,2        | Dafne Schippers | Paesi Bassi  | Pechino, Cina       | 28 agosto 2015 |                 |